# جون آریما
جون آریما (ژاپنی: 有間 潤؛ زادهٔ ۶ اوت ۱۹۹۲) یک بازیکن فوتبال اهل ژاپن است.
از باشگاه‌هایی که در آن بازی کرده‌است می‌توان به باشگاه فوتبال ایماباری اشاره کرد.